# 格林村 (新澤西州)
格林村（英語：Green Village）是位於美國新澤西州摩里斯縣的普查規定居民點。

## 人口
根據2020年美國人口普查的數據，格林村的面積為6.33平方千米，當中陸地面積為6.07平方千米，而水域面積為0.26平方千米。當地共有人口1103人，而人口密度為每平方千米174.25人。